# Zwart wekkertje
Het zwart wekkertje (Omocestus rufipes) is een insect uit de sprinkhanenfamilie veldsprinkhanen (Acrididae), de verouderde naam is Omocestus ventralis. De soort wordt ook wel 'negertje' genoemd, wat slechts duidt op de zwarte kleur van het beestje, en niets te maken heeft met de vergelijkbare term die in vroeger tijden werd gebruikt om mensen met een donkere huidskleur aan te duiden.

## Beschrijving
Mannetjes bereiken een lengte van 11 tot 15 millimeter, de vrouwtjes zijn 11 tot 20 mm lang. De naam dankt de sprinkhaan aan de overwegend donkerbruine tot zwarte kleur, met op het midden een groene kleur, en bij de mannetjes altijd een oranje tot felrode achterlijfspunt. Vooral mannetjes hebben een zwarte kleur, de onderzijde is lichtgeel en de monddelen zijn wit. Het vrouwtje mist de oranje achterlijfspunt van de mannetjes en is vaak donkerbruin tot zwart met een groene rugzijde, echter ook groene, bruine of zelfs rode exemplaren komen voor en het halsschild is duidelijk witomrand. De randen van het halsschild zijn sterk gebogen.

## Algemeen
Het zwart wekkertje heeft een voorkeur voor open, vaak stenige kalkrijke gronden, en is te vinden in graslanden, (spoor)wegbermen, heidevelden, duinen en open plekken in bossen. Het voedsel bestaat uitsluitend uit planten, vooral grassen. In Nederland komt de soort alleen voor in het zuiden, in België is de sprinkhaan vooral in het oosten plaatselijk algemeen. Als het zwart wekkertje opspringt bij verstoring worden de vleugels uitgeslagen en zweeft de sprinkhaan een eindje weg. De sprinkhaan heeft in vlucht vanwege de vliesachtige vleugels meer weg van een vlinder dan van een sprinkhaan.

## Afbeeldingen

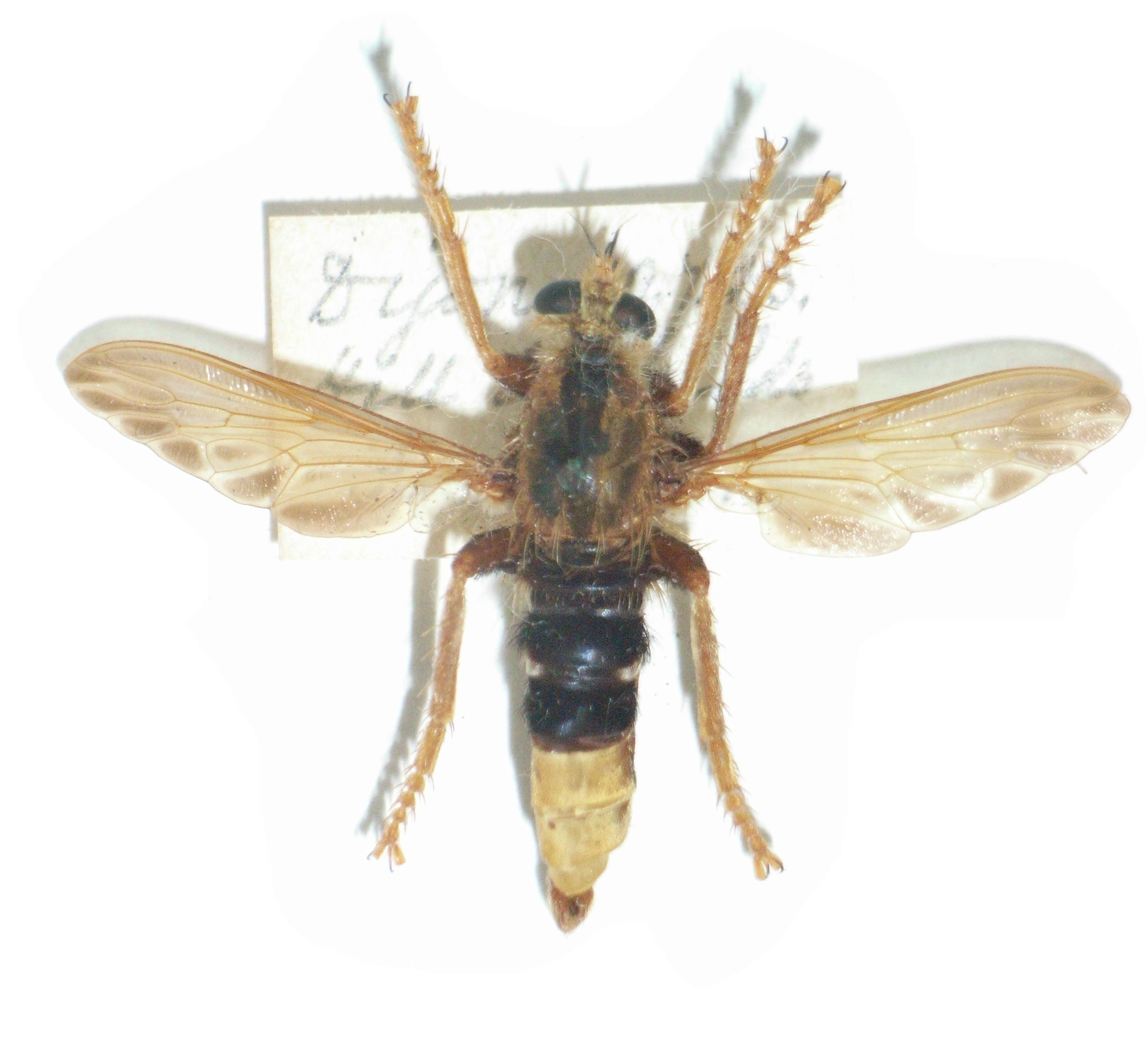
De hoornaarroofvlieg is een van de natuurlijke vijanden.